# Wissembourg

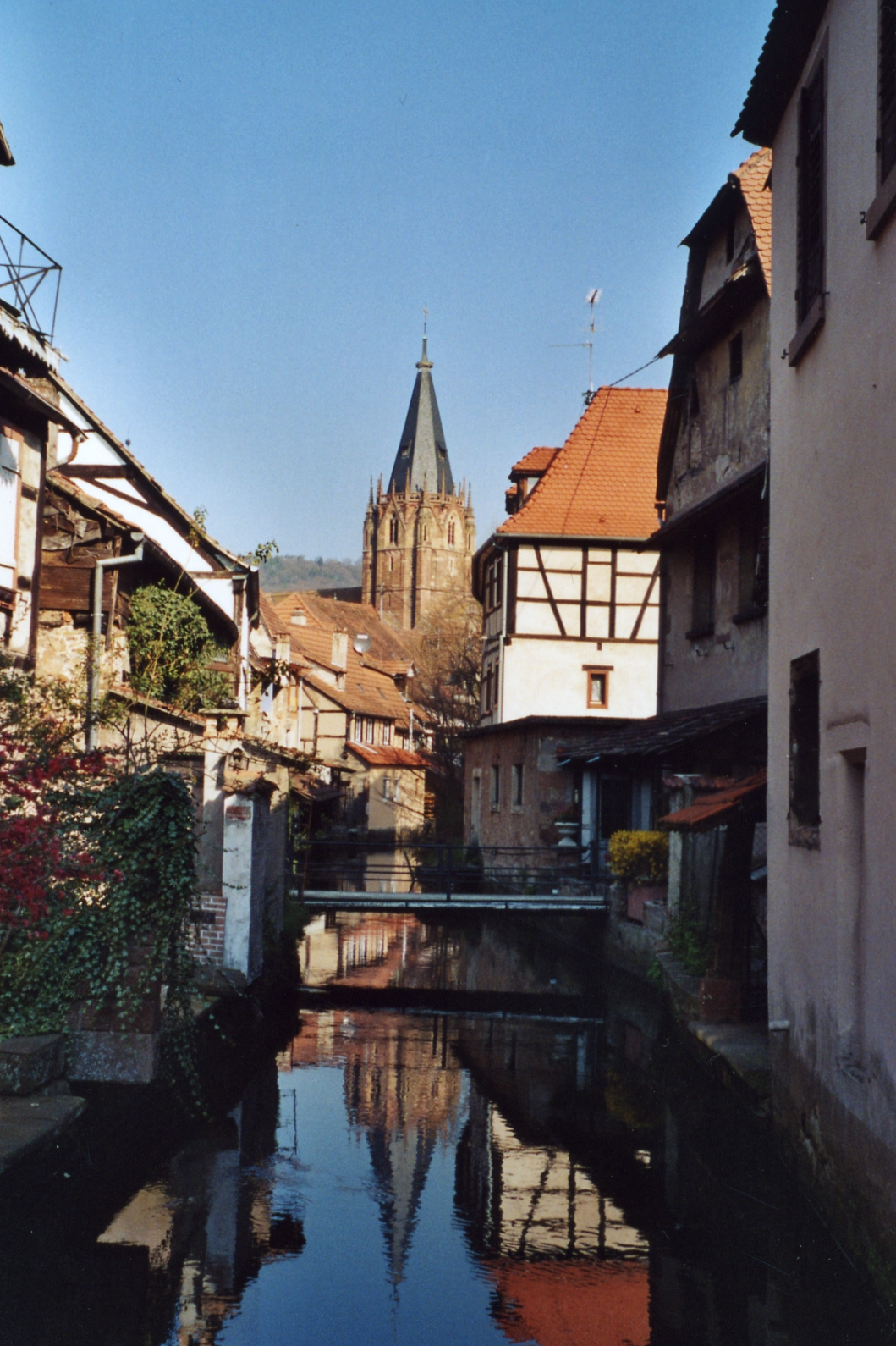
Wissembourg

Wissembourg (niem. Weißenburg im Elsass) – miejscowość i gmina we Francji, w regionie Grand Est, w departamencie Dolny Ren.
Według danych na rok 1990 gminę zamieszkiwały 7443 osoby, a gęstość zaludnienia wynosiła 154 osób/km² (wśród 903 gmin Alzacji Wissembourg plasuje się na 29. miejscu pod względem liczby ludności, natomiast pod względem powierzchni na miejscu 5.).
Obecne miasto powstało z obszarnego założenia klasztoru benedyktyńskiego, dwa km na zachód od pierwotnej osady (obecnie dzielnica Altenstadt).
Ok. 1485 w Wissembourgu urodził się polski dyplomata, przedsiębiorca oraz doradca i sekretarz króla Zygmunta Starego Ludwik Decjusz.
W mieście tym w latach 1719–1725 mieszkał król Stanisław Leszczyński, ojciec Marii, od 1725 królowej Francji. W 1722 wzniósł tu barokowy pałac, zwany współcześnie Pałacem Stanisława.

## Zabytki
- Kościół św. Piotra i Pawła z XIII w., wczesnogotycki
- Kościół św. Ulryka w dzielnicy Altenstadt, datowany na XI i XII wiek, romański.

Miejscowość leży na Alzackim Szlaku Romańskim.

## Galeria

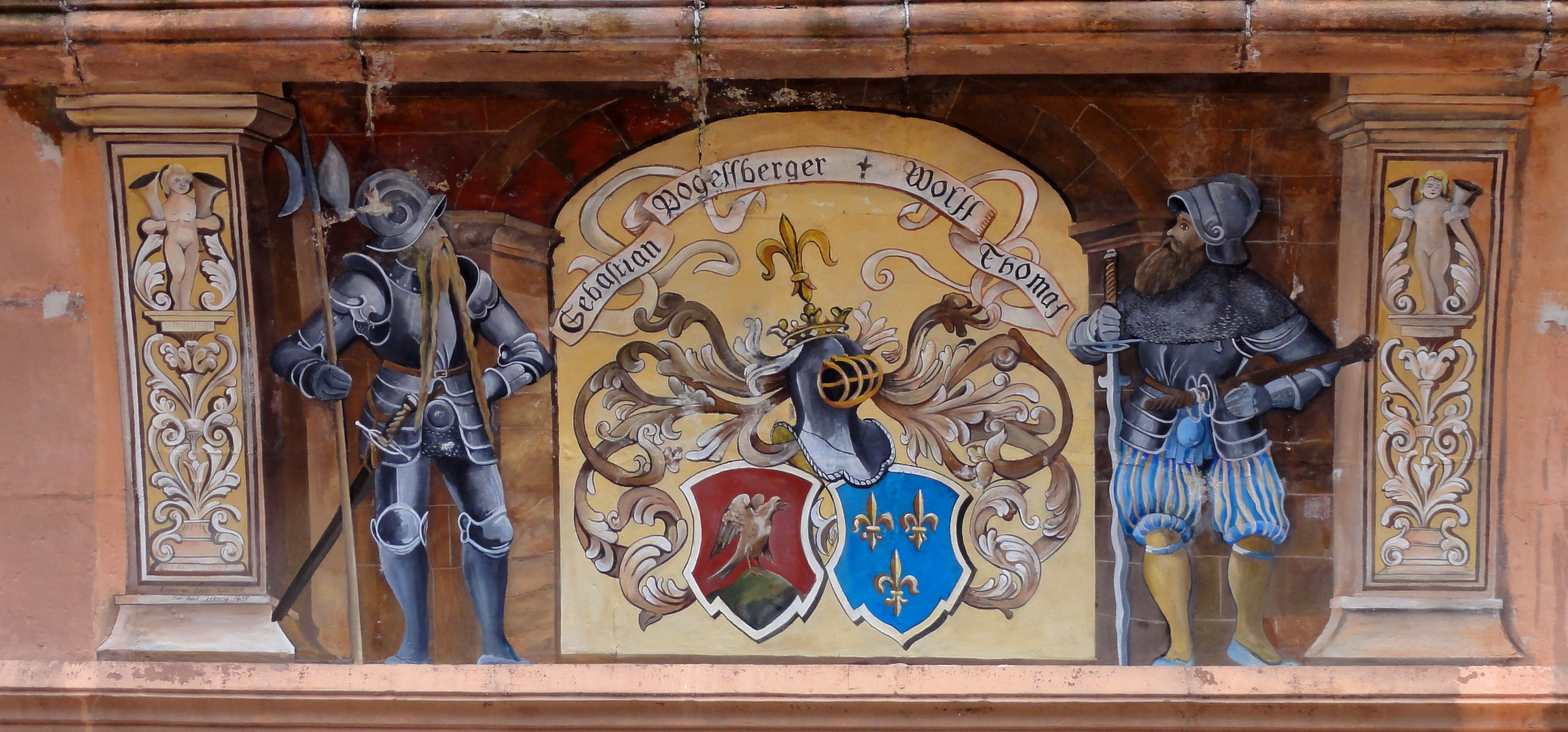
Dom Vogelsbergerów
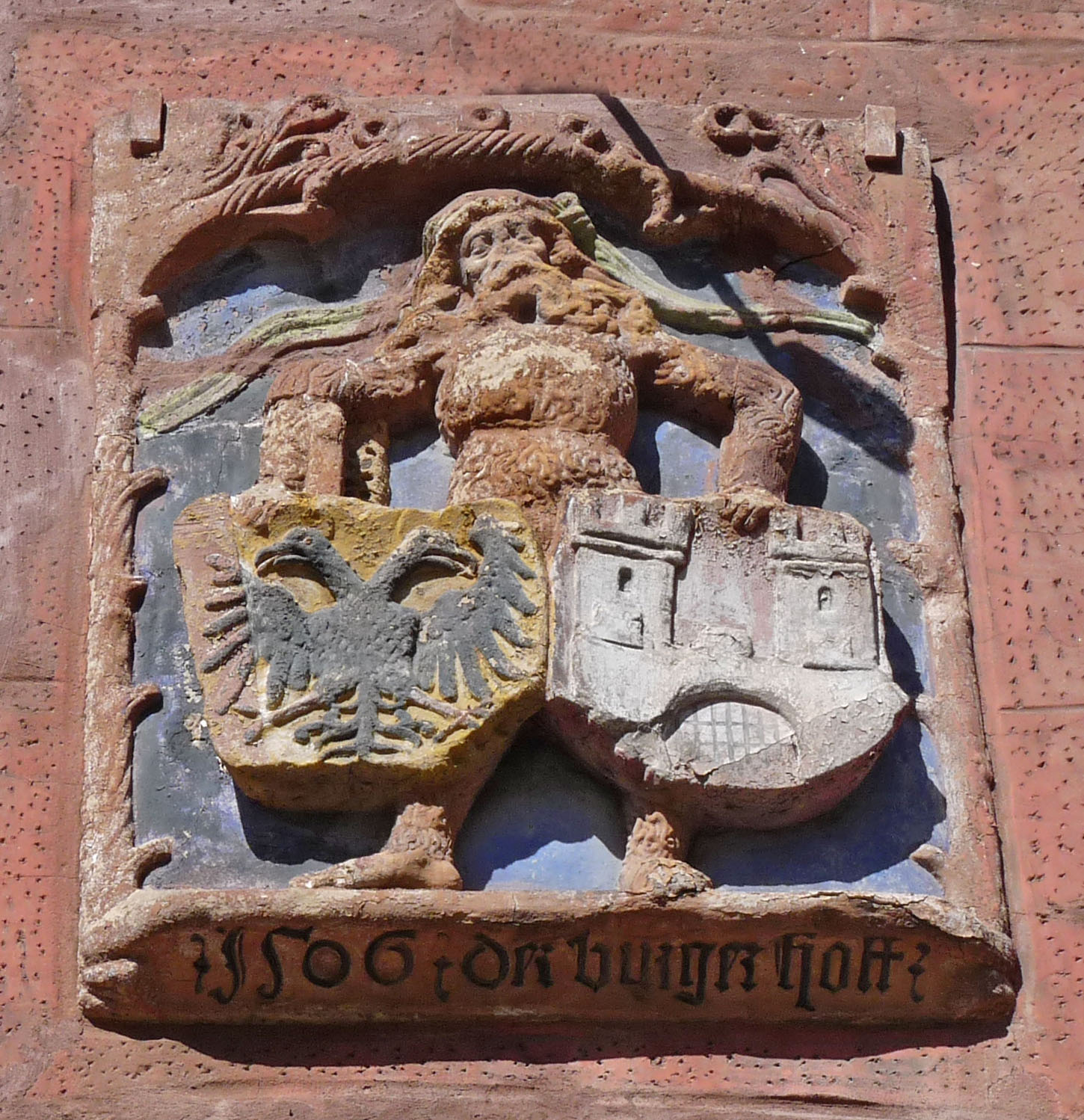
Bürgerhof
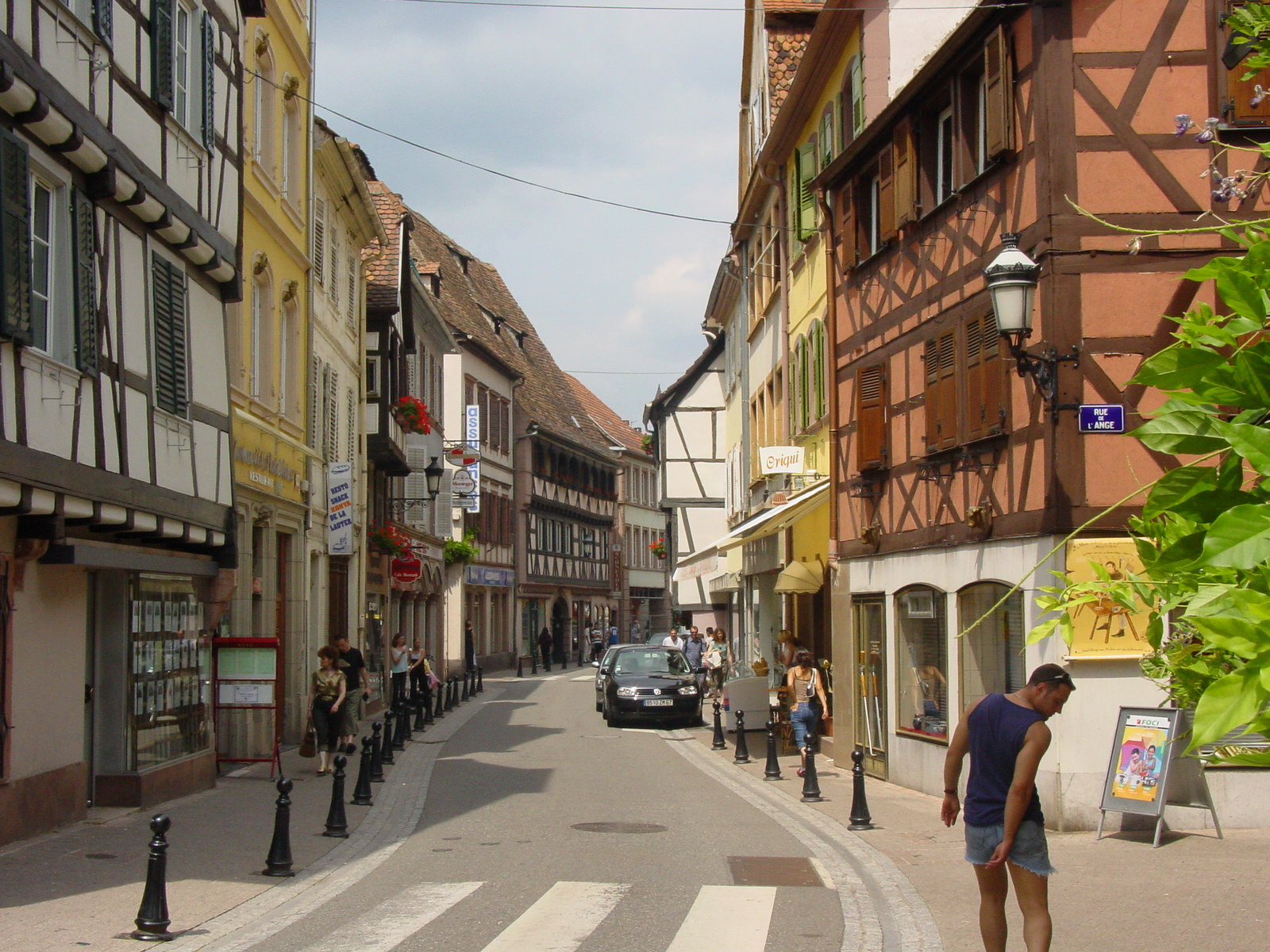
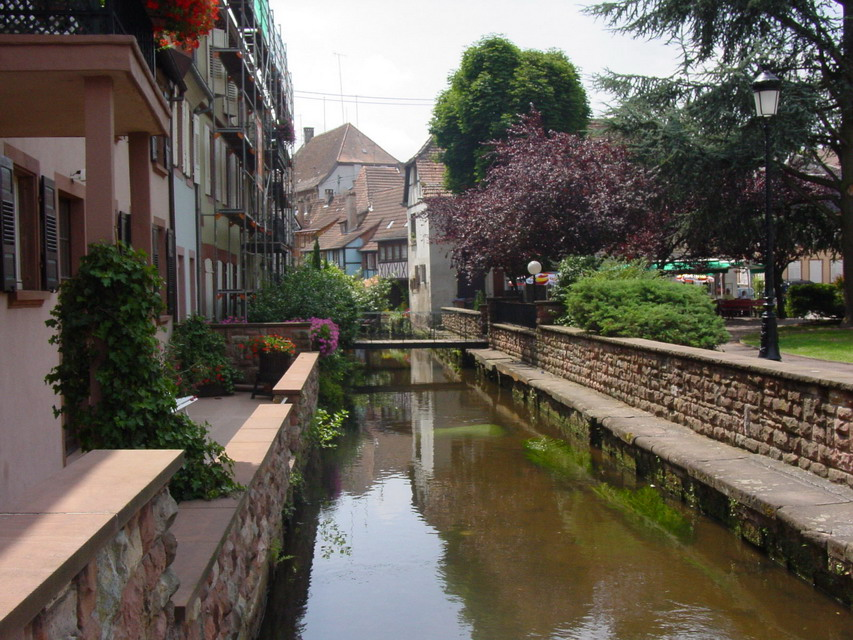
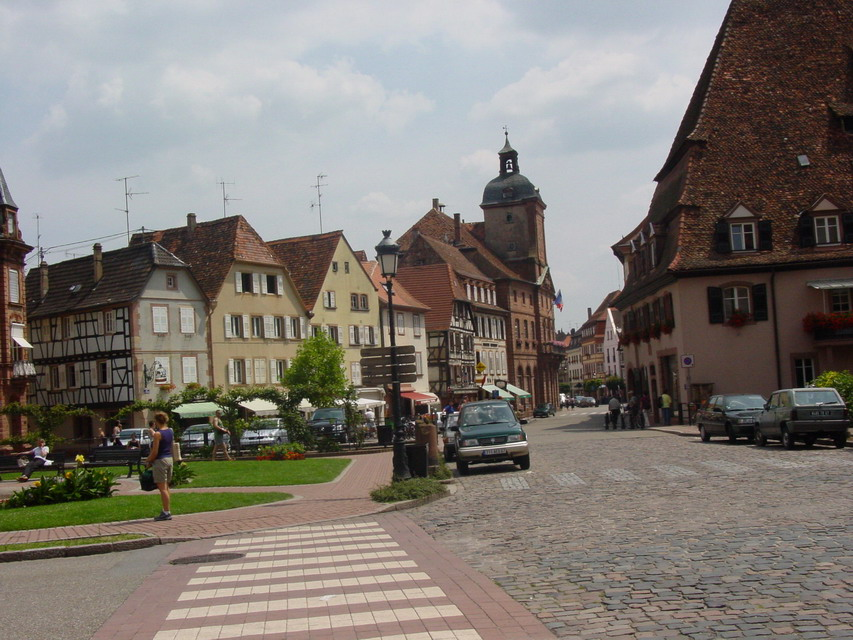
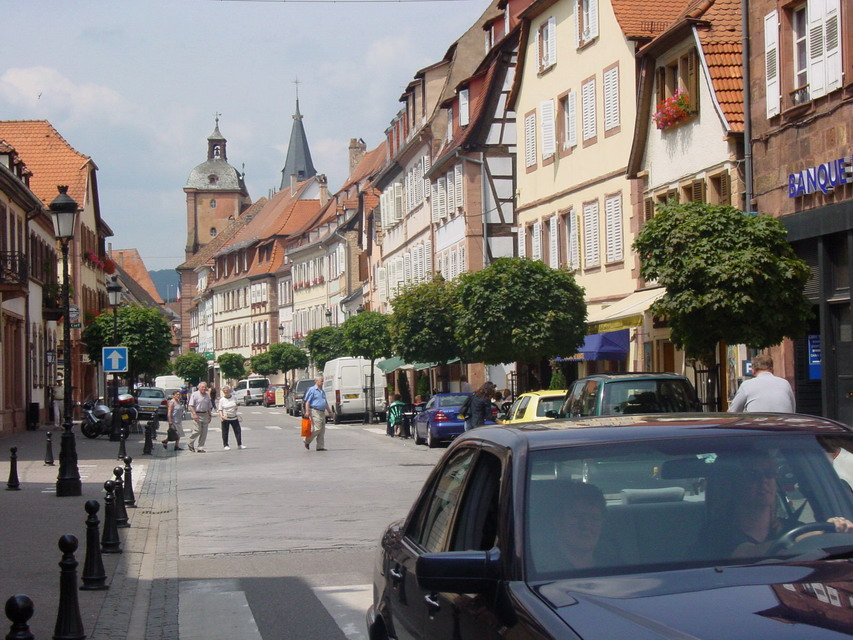
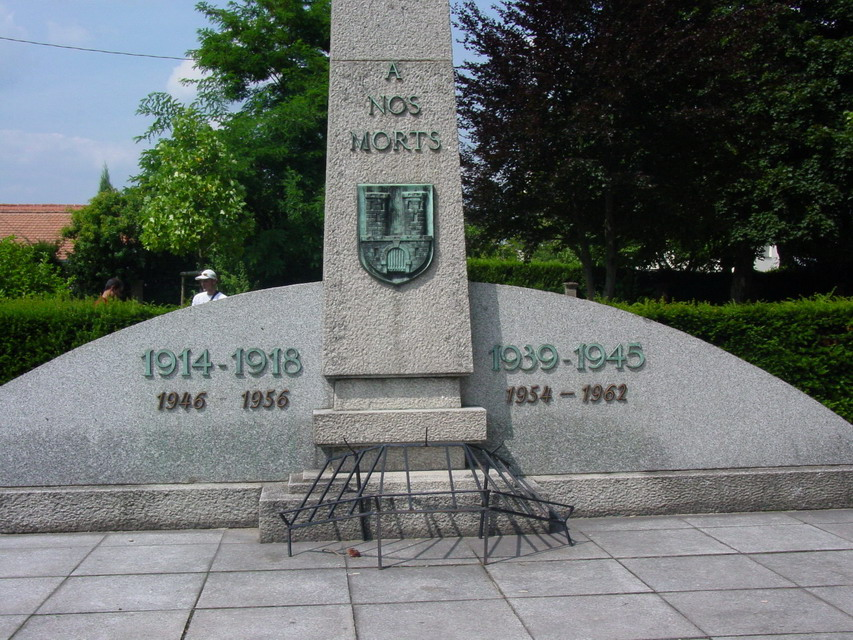
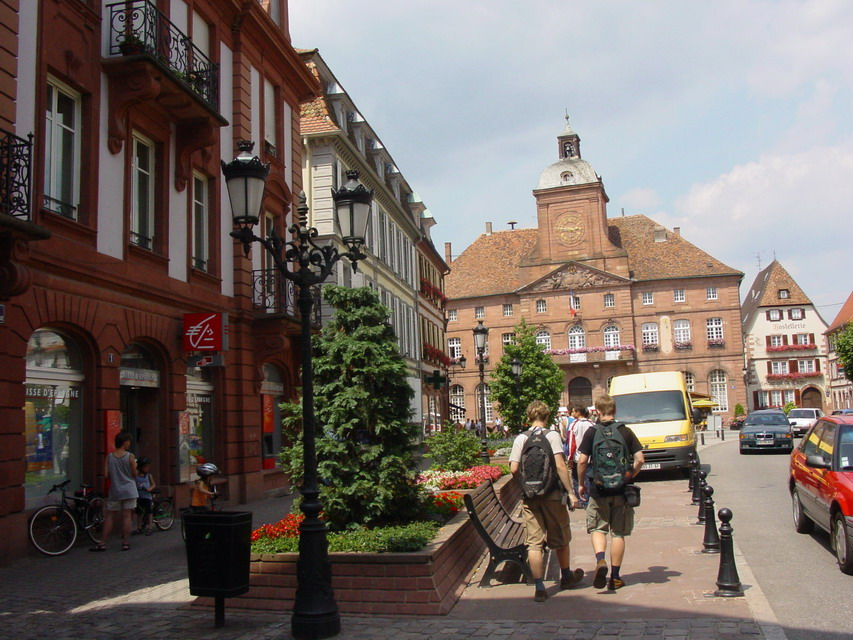
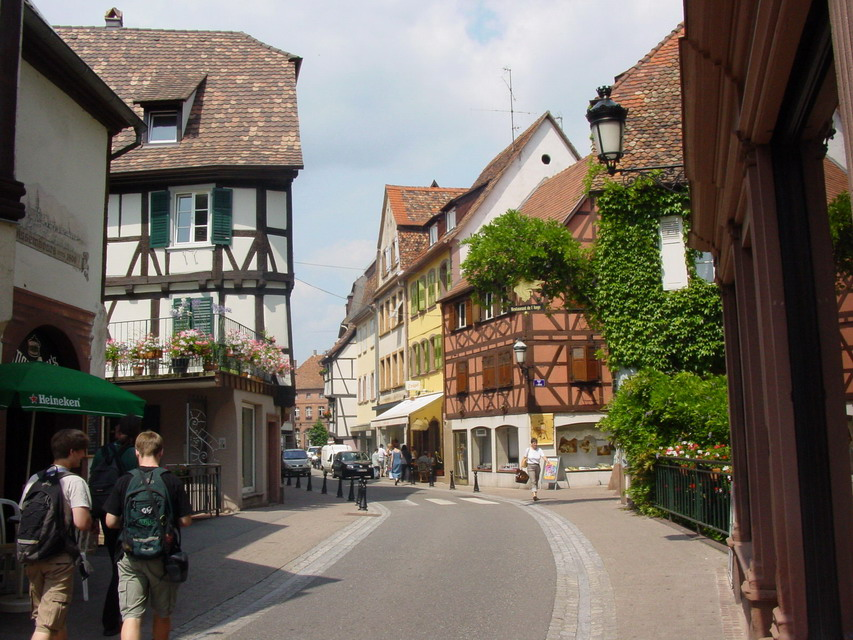
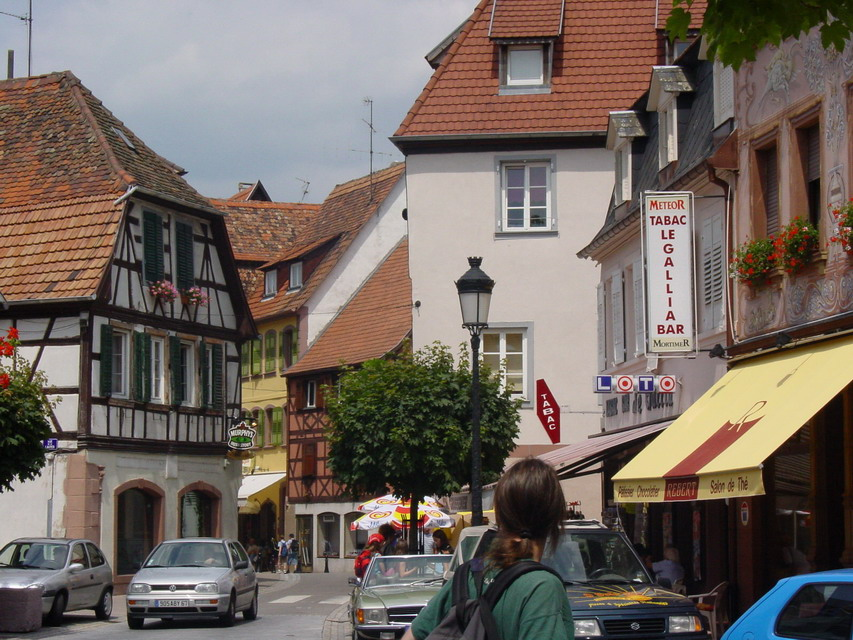
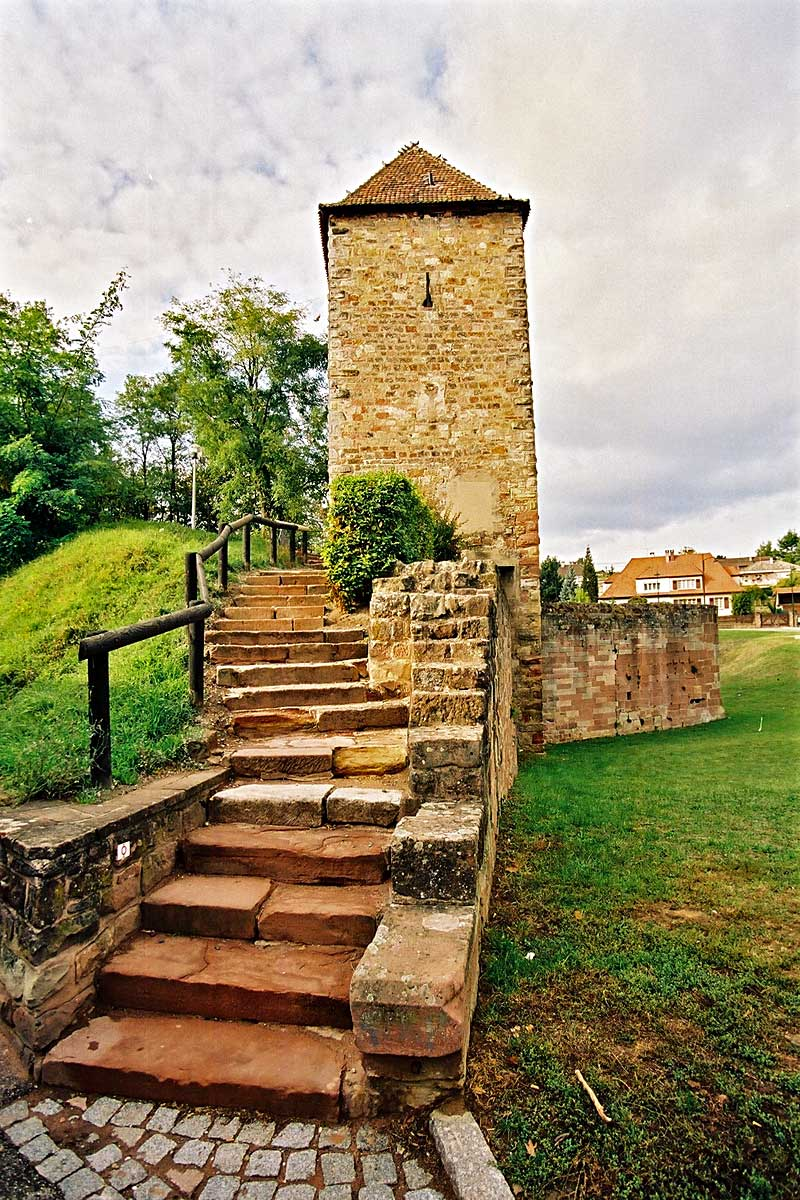
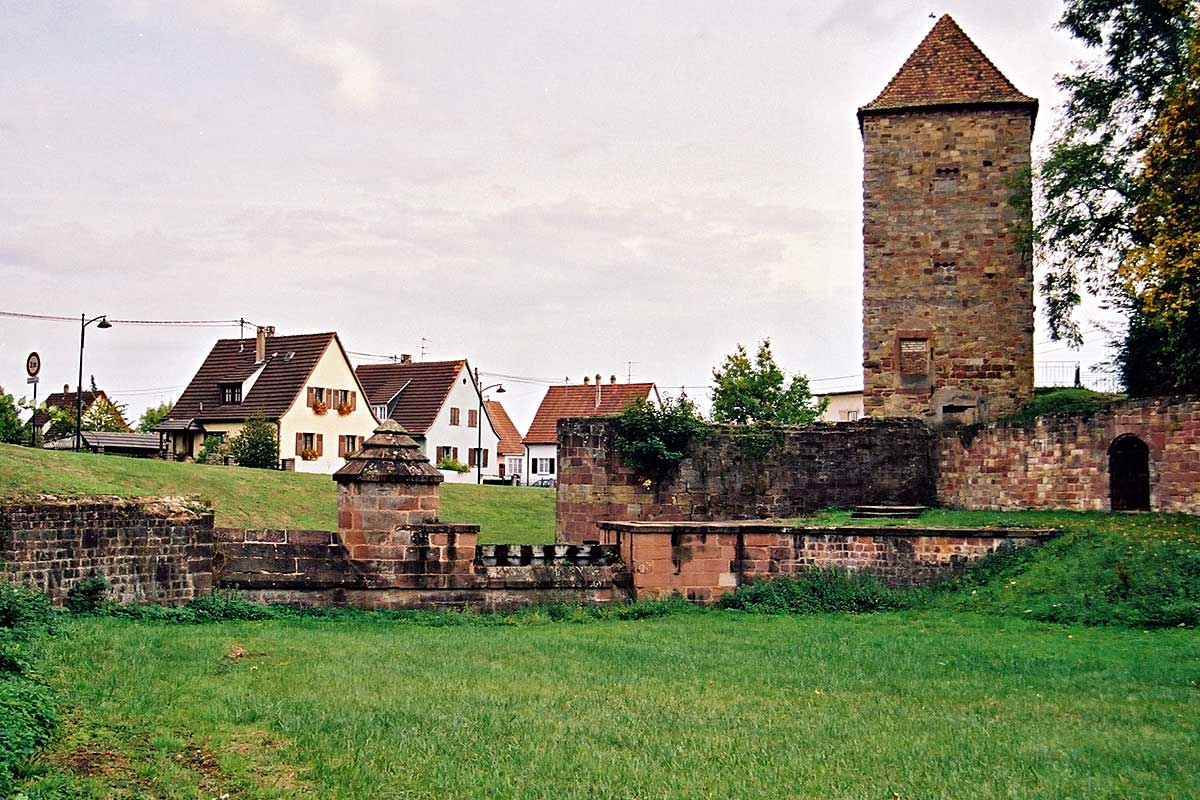